# Nerine marincowitzii
Nerine marincowitzii là một loài thực vật có hoa trong họ Amaryllidaceae. Loài này được Snijman mô tả khoa học đầu tiên năm 1995.